# La fruta en el fondo del tazón
La fruta en el fondo del tazón (título original en inglés: The Fruit at the Bottom of the Bowl)
es un cuento del escritor estadounidense Ray Bradbury. Se publicó por primera vez en Detective Book Magazine en noviembre de 1948 con el título Touch and Go.
El cuento fue retitulado y publicado como The Fruit at the Bottom of the Bowl en Ellery Queen's Mystery Magazine en enero de 1953. Ese mismo año es incluido en la antología Las doradas manzanas del sol.

## Argumento
William Acton, quien había acudido a casa de Donald Huxley buscando a su mujer, ahora, cuando en el reloj daban las doce de la noche, contemplaba a Huxley yaciente en el suelo, inmóvil: habían discutido, habían acabado luchando y él lo había estrangulado.
Una obsesión crece entonces en su interior y se apoderará de él: debe borrar todas las posibles huellas que sus dedos han ido dejando por toda la casa.

## Adaptaciones
En abril de 1953, apareció una adaptación al cómic de Touch and Go a cargo de Johnny Craig en el número 17 de Crime SuspenStories de la editorial EC Comics.
El propio Bradbury adaptó la historia para la serie de televisión The Ray Bradbury Theater. El episodio The Fruit at the Bottom of the Bowl se emitió el 23 de enero de 1988. Está dirigido por Gilbert M. Shilton e interpretado por Michael Ironside y Robert Vaughn.